# Alfred John Goodrich
Alfred John Goodrich (Chilo, Ohio, Estats Units, 8 de maig de 1848 - 25 d'abril de 1920) fou un compositor i musicòleg estatunidenc del romanticisme.
Per espai de molts anys va ser professor del Conservatori de Nova York i més tard del d'Indiana, havent-se dedicat a més, a l'ensenyança particular. Va col·laborar en el Musical Courier de Nova York i va publicar les obres següents:
- Music as a Language (1880);
- The Art of Song (1888);
- Complete Musical Analysis (1889);
- Analytical Harmony (1894);
- Theory of Interpretation (1898);
- Guide to Memorizing Music (1904).

També és autor de diverses composicions per a orquestra, peces per a piano i melodies vocals.